# Chronici Zelandiae
Le Chronici Zelandiae (en entier : Chronici Zelandiae Libri duo auctore Jacobo Eyndio, Domino Haemstede) est un livre de l'écrivain néerlandais Jacob van den Eynde, mieux connu sous le nom de Jacob Eyndius. Le livre est publié pour première fois en 1634, vingt ans après la mort de l'auteur.

## Conditions de la rédaction du livre
Van den Eynde écrit ce livre lors de son séjour à Haamstede, sur l'île de Schouwen, en Zélande, où il prend sa retraite pendant la trêve de douze ans, après avoir été capitaine sous Maurice, prince d'Orange,,. Van den Eynde est bien versé dans la poésie latine et ce livre est écrit en latin. Le livre, une chronique du pays de Zélande, est le premier du genre.
Van den Eynde n'arrive pas à terminer ce travail avant sa mort prématurée en 1614, et les Chronici tombent dans l'oubli. Il est ensuite sauvé par l'État de Zélande. L'État sauvegarde cette œuvre et la remet en lumière, la publiant sous le nom de Chronici Zelandiae Libri duo auctore Jacobo Eyndio, Domino Haemstede,.

## Contenu du livre
Selon Heer de Witte, ce livre est « une mine d'or d'érudition » et, parmi tous ceux écrits sur la Zélande, « celui qui vaut le plus la peine d'être lu. » Le premier livre des Chronici est traduit en néerlandais par Mattheus Smallegange et inséré textuellement dans son Kronijk van Zeeland,.
L'édition 1634 du Chronici comprend une avant-propos de 22 pages, avec une dédicace à l'État de Zélande et des remerciements à l'éditeur Jean de Brune et à l'imprimeur Simon Moulert. Il y a aussi quelques poèmes en l'honneur de l'auteur et une très courte préface.
Le premier livre, qui se termine à la page 131 en la première édition, traite des « antiquités de Zélande. » Le premier livre est assez vague, obscur, Eyndius présentant au lecteur « quelques citations, hors-d'œuvre, conjectures et énigmes. »
L'auteur devient plus concret dans le deuxième livre, où, cependant, selon certains auteurs, son style est encore vague et magniloquent, et le poète semble presque imiter Tacite. Dans ce travail, Eyndius démystifie certains mythes concernant les comtes hollandais. D'autre part, il invente également des mythes en faveur de la Zélande. Par exemple, Eyndius fable que les Colonnes d'Hercule sont situés en Zélande.
Le travail de démythologisation d'Eyndius est suivi de grands noms de l'historiographie néerlandaise tels que Scriverius (1576-1660), Jan Uytenhage de Mist (1636-1668), et Simon van Leeuwen (1626-1682).